# Língua ubir
Ubir (Kubiri) é uma língua Oceânica falada por cerca de 2,5 mil pessoas na província de Oro, Papua-Nova Guiné.

## Escrita
A língua Ubir usa o alfabeto latino numa forma simplificada que não tem as letras C, H, J, L, P, Q, V, X, Z.

## Amostra de texto
Pai Nosso
Tamai safamai emama. Wei wababayoi Om Wabim Kakafotin on wankakafai, Om am Baiaiwab enat; Om am gogoi on tafanamai wanafour a safamai mat on nanaba sefofour nono. Ari ra ai gogoi bayu on eitei. Wei ai bobo komasis wafofour on einotburei, on nanaba sabu fani wei auri bobo komasis sifofour on waninotbures. Om men unbonanawaii wanan ai rutobon wawanin wonboai mes, baise Afaguban komasin emon on erufafarei.